# Corneliusbrücke (Berlin)
Die Corneliusbrücke ist eine im 19. Jahrhundert errichtete Straßenbrücke über den Landwehrkanal am Kanalkilometer 2,65. Sie verbindet die Corneliusstraße mit dem Straßenzug Katharina-Heinroth-Ufer/Lützowufer im Berliner Ortsteil Tiergarten. Namensgeber des Brückenbauwerks ist der Maler Peter von Cornelius. Aufgrund starker Kriegszerstörung wurde sie bis 1955 aus Beton neu gebaut.

## Lage und Geschichte

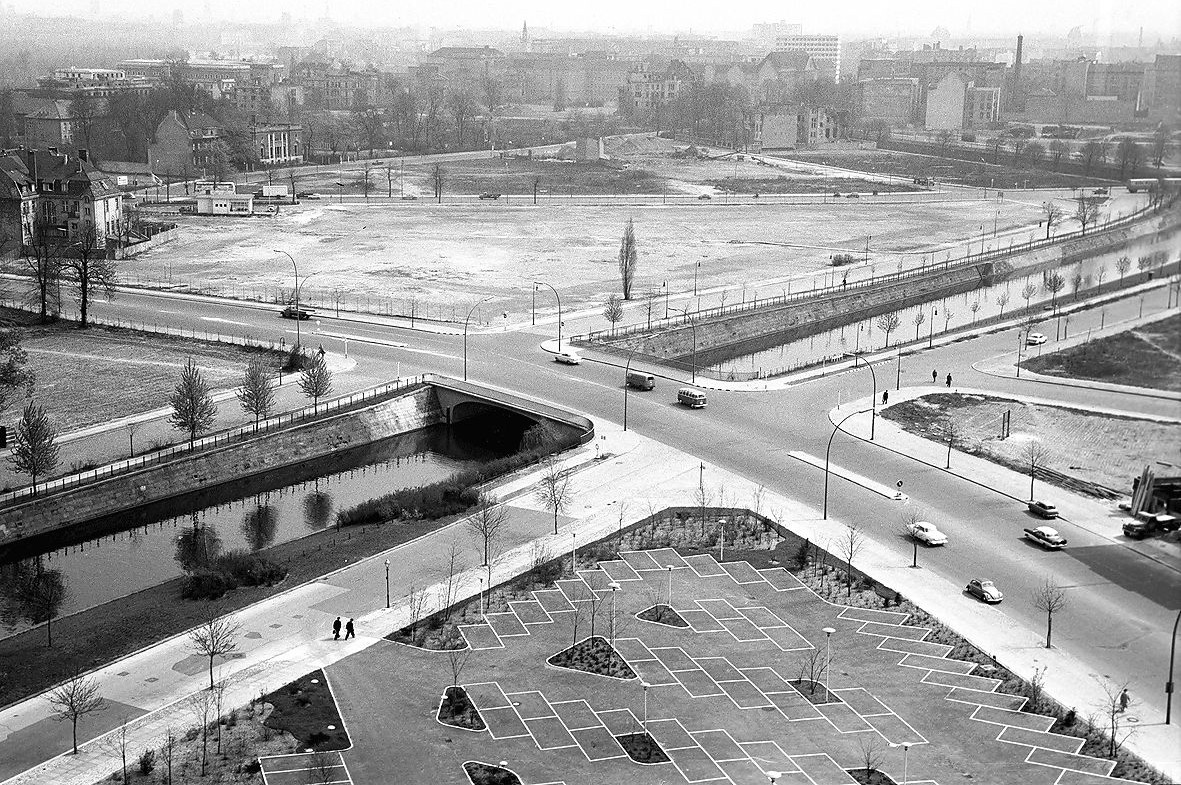
Die Corneliusbrücke, 1960

Zur Überführung des Straßenzuges Stülerstraße / Budapester Straße (im 19. Jahrhundert noch ein Teilstück des Kurfürstendamms) über den Landwehrkanal ließ der Aktienbauverein Thiergarten 1874/1875 eine steinerne Bogenbrücke nach Entwurf des Architekten Emil Boethke errichten. Der Bauverein hatte am Kanal Baugrundstücke erworben und wollte die hier geplanten Wohnhäuser mit einer Brücke besser an das Berliner Straßennetz anbinden. Die Baukosten der Brücke waren jedoch höher als ursprünglich angesetzt, sodass der Aktienbauverein Insolvenz anmelden musste. Eigentümer der Brücke wurde nun die Stadt Berlin.
Im Jahr 1900 erfuhr die Brücke eine Verbreiterung auf 19 m. Ein Jahr nach der Fertigstellung erhielt das Bauwerk den Namen des Malers Peter von Cornelius, der bei der künstlerischen Ausgestaltung des Berliner Doms mitgewirkt hatte. Diese Brücke wurde zum Ende des Zweiten Weltkriegs zerstört und musste abgetragen werden. Erst 1954/1955 beschloss der Senat von Berlin die Wiedererrichtung einer Brücke an dieser Stelle. Sie wurde als Stahlbeton-Bogenbrücke ausgeführt und in ihrer Form der historischen Brücke nachempfunden.

## Bauwerk

### Kurzbeschreibung
Die leicht geschwungene Brücke mit ihrer obenliegenden Fahrbahn hat ihre Widerlager in den schrägen Wänden des Landwehrkanals. Die Durchfahrtsbreite für die Schifffahrt beträgt 14 m. Das Brückengeländer ist als eisernes Staketenwerk ausgebildet, mit einer grünlichen Schutzfarbe gestrichen und trägt lediglich den Namen der Brücke und ein Feld mit den Baujahren 1954/1955 als Schmuck. Die Brücke besitzt eine sechsspurige feste Fahrbahn und beiderseits breite Fußwege.

### Zustandsprüfung
In den Jahren 2006 und 2007 wurden bei stichprobenartigen Untersuchungen zahlreiche Schäden an den Wänden des Landwehrkanals, unter anderem auch um die Corneliusbrücke, festgestellt. Die Schadprozesse wurden zunächst in kleinen provisorischen Schritten aufgehalten und die Schäden je nach Bereitstellung der Mittel beseitigt. Im Herbst 2010 fanden Tauchuntersuchungen um die Corneliusbrücke statt, weil von einem nicht näher bezeichneten Unterwasserhindernis an der Spundwand berichtet worden war. Die Taucher des damaligen Wasser- und Schifffahrtsamts Berlin (WSA) fanden Bruchstücke des früheren Bauwerks und beseitigten sie. Eine gleichzeitige Begutachtung der Widerlager und benachbarter technischer Anlagen ergab keine weiteren Schäden.

## Der Baumbestand um die Corneliusbrücke
Bereits um 1884 wurde der südliche Uferbereich (Lützowufer) beiderseits der Corneliusbrücke mit Rosskastanien, Ulmen und Platanen bepflanzt, später folgten Weiden. Der Zustand der Bäume entlang des Kanals wurde im Jahr 1991 von einem Landschaftsarchitektenbüro geprüft und dem Senat wurden entsprechende Schlussfolgerungen zugearbeitet. Es sind aber keine Aktivitäten durchgeführt worden.
Einige der alten Bäume hatten sich gegen Ende des Jahrtausends wegen lockerer Kanalwände stark geneigt und sollten gefällt werden. Umweltschützer hatten durchgesetzt, dass die eigentlich gesunden Bäume mit Drahtseilen und Betonblöcken gesichert wurden. Nachdem bis in den Frühling 2011 der gesamte Uferbereich mit neuen Spundwänden und Aufschüttungen langfristig gesichert werden konnte, entfernten Arbeiter die Baumanbindungen am 18. April 2011.

## In der Umgebung der Brücke
Hier befinden sich die Koreanische Botschaft (am Nordufer des Kanals) und ein größerer Hotelkomplex (am Südufer). Die Deutsche Stiftung für internationale Entwicklung hat unmittelbar an der Corneliusstraße ihren Sitz. Außerdem besitzt die Reederei Riedel an der Brücke einen Startplatz für Ausflugsfahrten.

## Die Corneliusbrücke in den Medien
- Ida Boy-Ed: Vor der Ehe. (Roman) Ullstein & Co., Berlin / Wien 1915